# Camp d'Unitat Nacional

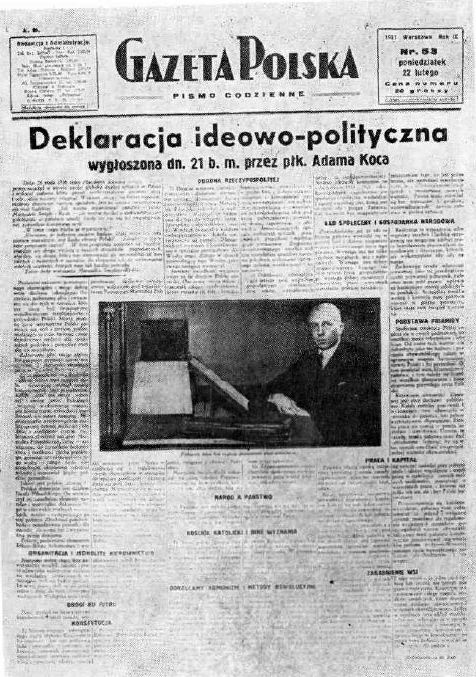
Declaració del programa d'OZN a la Gazeta Polska de 22 de febrer de 1937.

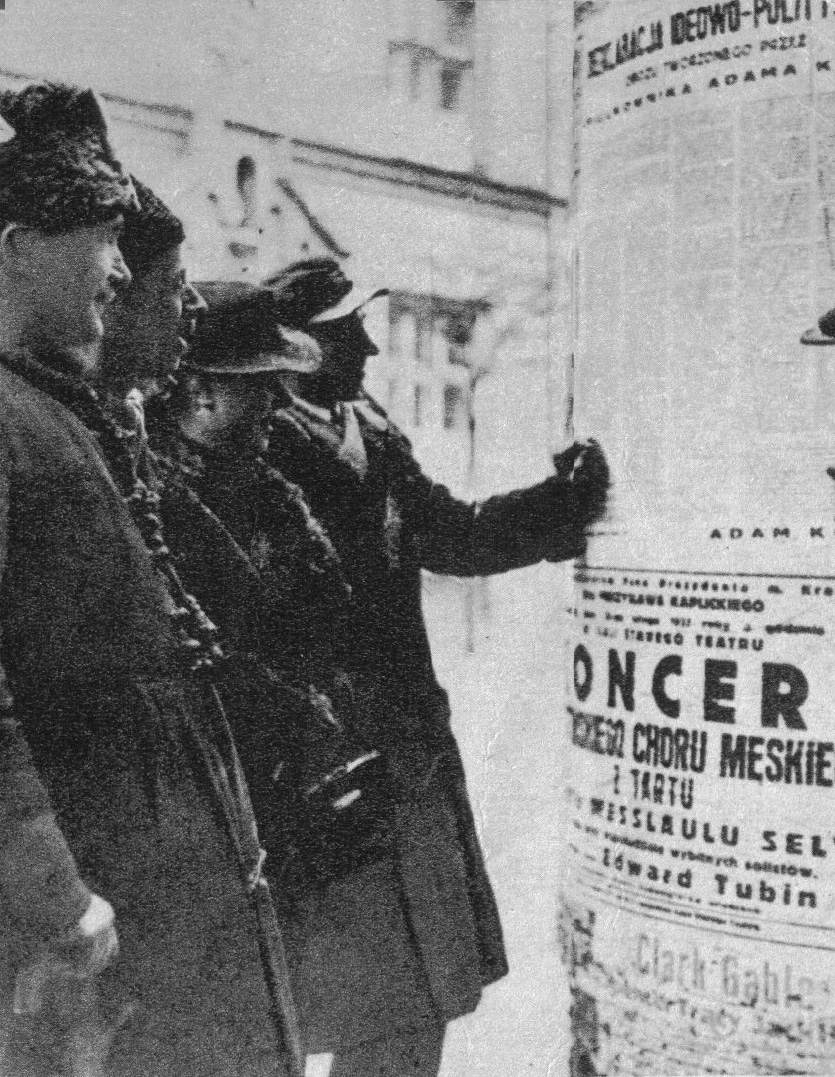
Declaració del programa d'OZN als pols dels carrers el 1937

Camp d'Unitat Nacional (polonès Obóz Zjednoczenia Narodowego, OZN), fou una organització política polonesa creada el 21 de febrer de 1937 pels dirigents de l'organització Sanacja Edward Smigly-Rydz i Adam Koc, per tal d'aplegar els partidaris de Józef Piłsudski, mort el 1935, i imposar-se als del president Ignacy Mościcki.
El 21 de febrer de 1937, el diplomàtic i coronel Adam Koç va anunciar oficialment la formació d'OZN. Els seus objectius declarats eren millorar la defensa nacional de Polònia i salvaguardar la Constitució d'abril 1935. Era fortament promilitarista, i els seus polítics duien a sobre els retrats del mariscal Smigly-Rydz i del mariscal Józef Piłsudski, descrivint Rydz-Śmigły com la "segona persona en el país " després del President Moscicki, una afirmació que no tenia cap fonament en la Constitució polonesa.
El seu primer líder era Adam Koç, i el seu segon era el General Stanislaw Skwarczyński. Després de la invasió alemanya de Polònia el 1939 i el començament de la Segona Guerra Mundial, el lideratge va passar al coronel Zygmunt Wenda.
Aquest partit va continuar el rol que havia jugat el Bloc no Partidista de Col·laboració amb el Govern i es va imposar a les eleccions parlamentàries poloneses de 1938. Durant la Segona Guerra Mundial, el braç militar de l'OZN, creat el 1942, era conegut com a Obóz Polski Walczącej (Camp Combatent de Polònia).

## Resultats electorals

### Sejm
| Any  | Vots | % | Escons    | +/- |
| ---- | ---- | - | --------- | --- |
| 1938 |      |   | 164 / 208 | Nou |

### Senat
| Any  | Vots | % | Escons  | +/- |
| ---- | ---- | - | ------- | --- |
| 1938 |      |   | 66 / 96 | Nou |